# Romanca
Romanca ili romansa (engleski i francuski: romance, njemački: Romanze, talijanski: romanza) glazbena je vokalno-instrumentalna kompozicija lirskog karaktera pisana za glas uz pratnju jednog ili više instrumenata (tj. ansambla). Vrlo je osjećajna, često i tugaljiva pjesma bez formalne glazbene strukture, kratka i izravna. Javlja se i u instrumentalnoj glazbu gdje također zadržava lirsko-sentimentalni karakter u obliku koncertnih djela najčešće skladanih za klavir i violinu (Wolfgang Amadeus Mozart, Ludwig van Beethoven). Prisutna je i u operi. Romanca je bila omiljeno stilsko izražajno sredstvo glazbenika iz romantizma. U književnosti pak romanca predstavlja srednjovjekovnu epsko-lirsku narodnu pjesničku formu podrijetlom iz Španjolske vedrijeg karaktera od balade koja je sličnog porijekla. U početku romanca bijaše čisto epska forma sadržajno okrenuta prošlosti i junačkim podvizima, a kasnije sve više dobiva lirske elemente dok se u sadržaj ubacuju ljubavno-erotične i slične teme. Mijenja se i tehnička i gradivna struktura djela (pjesme) u vidu pretvaranja polustihova u samostalne stihove. Iz srednjovjekovne Španjolske romanca se proširila i među druge zemlje i narode (posebno romanske), a u Hrvatskoj romance prvi piše na hrvatskom jeziku tek Stanko Vraz u 19. stoljeću (u Sloveniji to je France Prešeren). Zbirke romanci sakupljene su i objavljivane (isprva anonimno, a kasnije i autorski) u romancerima od 15. stoljeća nadalje.